# Convergenza in misura
In analisi matematica, la convergenza in misura (detta anche convergenza in probabilità) è un tipo di convergenza di successioni di funzioni, che esprime il fatto che l'insieme su cui la successione è lontana dalla funzione limite tende a diventare sempre più piccolo. Formalmente, una successione {fn} di funzioni misurabili da uno spazio di misura {\displaystyle (X,\Sigma ,\mu )} ad {\displaystyle \mathbb {R} } converge in misura ad f se, per ogni ε,
{\displaystyle \lim _{n\to \infty }\mu (\{x:|f_{n}(x)-f(x)|>\varepsilon \})=0\;}
Una successione fn può convergere in misura a due distinte funzioni f e g, ma in tal caso f e g sono uguali quasi ovunque; in effetti, se fn converge in misura ad f, converge in misura anche a tutte le g tali che f e g sono uguali quasi ovunque.
Su insiemi di misura finita, la convergenza in misura è piuttosto debole: è infatti implicata sia dalla convergenza puntuale quasi ovunque che dalla convergenza in norma Lp, ma non implica né l'una né l'altra; tuttavia, se  {fn} converge in misura ad f, allora esiste una sottosuccessione  {fnk} che converge quasi ovunque ad f. Nel caso di insiemi di misura infinita, la convergenza Lp implica ancora la convergenza in misura, mentre la convergenza puntuale no; un esempio è la successione formata dalle funzioni indicatrici degli intervalli [n,n + 1].
Nella teoria della probabilità, la convergenza in misura (detta qui convergenza in probabilità) è la tesi della legge debole dei grandi numeri.